# Nedly Elstak
Nedly Andrew Girke Elstak (Semarang, 3 januari 1931 – Amsterdam, 5 augustus 1989) was een Nederlandse jazzcomponist, -trompettist en -pianist.
Als componist maakte Elstak muziek voor jazzensembles, waaronder Paradise Lost and Regained Suite, geïnspireerd door gedichten van John Milton, voor vier vrouwenstemmen en ensemble. 
In 1983 ontving Elstak de Boy Edgar Prijs. In datzelfde jaar vroeg hij jazzzangeres Astrid Seriese om te gaan zingen in zijn groep 'Seven Singers and a Horn'. Het was het begin van een samenwerking, die tot zijn dood in 1989 zou duren. Nedly Elstak was familie van hardcore-dj en producer Paul Elstak.
- Gemeinsame Normdatei: 13481939X
- International Standard Name Identifier: 0000 0000 5549 8775
- Library of Congress Control Number: n89625059
- MusicBrainz: e34fa1fa-0c8f-49d0-9588-b21e8846d7a6
- Nederlandse Thesaurus van Auteursnamen: 074368737
- Virtual International Authority File: 8990187
- WorldCat: E39PBJpJgPCDvDCb7PbKBR48YP